# Stephanie Paul
Stephanie Paul ist eine neuseeländische Schauspielerin und Komödiantin. International bekannt wurde sie 2012 in der Rolle der an Sarah Palin angelehnten US-Präsidentin in dem Film Iron Sky. 2019 war sie in dessen Fortsetzung Iron Sky: The Coming Race zu sehen.

## Filmografie (Auswahl)
- 1999: Nightmare Man
- 2002: Film School Confidential
- 2005: Crazylove
- 2006: Friendly Fire
- 2007: Staar: She’d Rather Be a Mistress
- 2008: The Frequency of Claire (Kurzfilm)
- 2009: Separation City – Stadt der Untreuen (Separation City)
- 2012: Iron Sky – Wir kommen in Frieden
- 2013: Rapture-Palooza
- 2019: Iron Sky: The Coming Race